# Ferdinand Steinhauser
Ferdinand Steinhauser (* 5. April 1905 in Schrattenthal, Österreich-Ungarn; † 3. Oktober 1991 in Wien) war ein österreichischer Klimatologe, Meteorologe und Direktor der Zentralanstalt für Meteorologie und Geodynamik (ZAMG) in Wien.

## Werdegang
Steinhauser studierte an der Universität Wien Mathematik, Physik, Meteorologie und Geophysik. Im Studienjahr 1928/29 legte er die Lehramtsprüfung für Mathematik und Physik ab. Am 1. Jänner 1929 begann er an der Lehrkanzel für Physik der Erde bei Felix Maria von Exner-Ewarten an der Universität Wien seine meteorologische Tätigkeit als wissenschaftliche Hilfskraft.
Nach dem Tod von Exner wurde Wilhelm Matthäus Schmidt (1883–1936) Direktor der ZAMG und Steinhauser wurde mit Wirkung vom 1. Dezember 1930 zur wissenschaftlichen Hilfskraft an dieser Anstalt.
1933 promovierte er an der Universität Wien mit der Arbeit Über die elastischen Deformationen der Erdkruste durch lokale Belastung mit besonderer Berücksichtigung der Schneebelastung der Alpen und wurde 1936 zum wissenschaftlichen Assistenten der ZAMG. Steinhauser, der schon frühzeitig begonnen hatte, sich für die Klimatologie des alpinen Raumes zu interessieren, habilitierte sich mit der Arbeit Die Meteorologie des Sonnblicks an der Universität Wien.
Der Kriegsdienst während des Zweiten Weltkrieges unterbrach von 1940 bis 1945 seine wissenschaftliche Tätigkeit. Bereits ab Juli 1945 erwartete ihn die Aufbauarbeit an der ZAMG. So wurden bereits ab Oktober 1945 wieder regelmäßig Wetterprognosen im Rundfunk und in den Zeitungen veröffentlicht.
1948 wurde Steinhauser außerordentlicher Professor für Wetter- und Klimalehre an der Hochschule für Bodenkultur in Wien und 1949 Honorardozent für Wetter- und Klimakunde an der Technischen Hochschule Wien.
Es folgte 1953 die Ernennung zum ordentlichen Universitätsprofessor für Physik der Erde an der Universität Wien. Gleichzeitig wurde Steinhauser als Direktor mit der Leitung der ZAMG betraut. Beide Funktionen nahm er bis zu seiner Pensionierung im Jahre 1976 wahr. Im Studienjahr 1961/62 war er Dekan der philosophischen Fakultät und zwischen 1967 und 1970 Mitglied des Akademischen Senats der Universität Wien.
Die ZAMG wurde unter seiner Leitung zu einem Dienstleistungsbetrieb für die Öffentlichkeit und zu einer modernen Anstalt für die meteorologische, seismische und geophysikalische Forschung ausgebaut. So konnte 1957 ein Haus auf dem Nachbargrundstück erworben und in der Folge für Bürozwecke adaptiert werden; zwischen 1967 und 1973 wurde ein Radarturm, ein Ballonfüllhaus und ein neues Bürogebäude mit Fachbibliotheken in zwei Baustufen auf dem Gelände der Zentralanstalt errichtet. Wesentliche personelle Erweiterungen erfuhr durch seine Bemühungen auch das Institut für Meteorologie und Geophysik.

## Wissenschaftliche Bedeutung
Steinhauser verfasste über 200 wissenschaftliche Arbeiten, die ein breites Spektrum der meteorologischen und klimatologischen Forschung umfassen. Als einer der ersten beschäftigte sich Steinhauser mit dem Gebiet der Umweltmeteorologie. Er verfasste dazu zahlreiche Abhandlungen, wie etwa zur Stadtklimatologie und zu Klimaschwankungen im Alpenraum.
Die Umweltverschmutzung, die Jahre später noch an Bedeutung gewinnen sollte, fand sein Interesse und ist Bestandteil seiner wissenschaftliches Arbeiten, wie zum Beispiel die Radioaktivität der Luft, die Luftverschmutzung und die atmosphärische Trübung. Er gründete an der ZAMG eine Abteilung für Luftchemie und konnte nachweisen, wie meteorologische Verhältnisse die Verbreitung des Schwefeldioxids im Stadtgebiet von Wien und Graz beeinflussten. Seine Arbeiten zu Windrichtungen und Windstärken in Österreich zu verschiedenen Tages- und Jahreszeiten und zur Sonneneinstrahlung schufen die Grundlagen für die Nutzung erneuerbarer Energien und er stellte darin die dafür nötigen Messdaten zur Verfügung.

## Auszeichnungen
- 1974: Großes Silbernes Ehrenzeichen für Verdienste um die Republik Österreich
- 1976: Wilhelm Exner-Medaille
- 1976: Erwin Schrödinger-Preis der Österreichischen Akademie der Wissenschaften
- 1980: Ehrenmedaille der Bundeshauptstadt Wien in Gold[3]

## Publikationen (Auswahl)
- Die Meteorologie des Sonnblicks, I. Teil. Beiträge zur Hochgebirgsmeteorologie nach Ergebnissen 50jähriger Beobachtungen des Sonnblickobservatoriums, 3106 m., Springer-Verlag Wien, 1938, ISBN 978-3-662-24043-4
- XLVIII. Jahresbericht des Sonnblick-Vereines für das Jahr 1950,  Springer-Verlag Wien, 1952, ISBN 978-3-7091-4686-6
- Die Versuche zur Hagelabwehr in Österreich und allgemeine Bemerkungen zum Problem der Hagelbekämpfung (mit W. Friedrich) – „Simposio Intern. sulla Fisica delle Nubi a relative Applicazioni all' Agricultura Asti“, S. 124–135, 1958.
- Probleme der Wettervorhersage, Springer-Verlag Wien, 1966, ISBN 978-3-211-80778-1
- Verteilung der Häufigkeiten der Windrichtungen und der Windstärken in Österreich zu verschiedenen Tages- und Jahreszeiten – Arbeiten aus der Zentralanstalt für Meteorologie und Geodynamik, Heft 53, Wien 1982